# Estádio Couto Pereira
Estádio Major Antônio Couto Pereira, sau pe scurt Estádio Couto Pereira, este un stadion de fotbal din Curitiba, Brazilia.